# シティ青山
シティ青山（シティあおやま、1976年4月 - 2009年6月20日閉店）は、岩手県盛岡市月が丘2丁目にかつて存在したGMS、スーパーマーケットである。国際興業グループの「シティ商事」が運営していたが、末期（2008年5月時点）は大阪市の不動産会社が管理・運営を行っていた。

## 歴史・概要
1972年（昭和47年）に国際興業の出資で設立されたシティ商事が、1976年（昭和51年）にダイエーのフランチャイズ店、ダイエーシティ青山として開業したのが始まりである。
1994年（平成6年）に売上高約100億円、1998年（平成10年）に売上高約84.73億円を上げていたが、その後、競合する郊外型大型店の進出で競争が激化して売上が低迷し、2003年（平成15年）にダイエーとのフランチャイズ契約を商品供給契約に切り替え、引き続き商品供給を受けながら営業を続けていたが、ダイエーの経営再建に伴い、2006年（平成18年）2月にダイエーからの商品供給契約が終了、商品の供給が停止となった。
このため、シティ商事は自社仕入れに切り替えると共に約5億円をかけて改装し、2006年（平成18年）7月にシティ青山として再スタートしたが、自社仕入れへの切替に伴うコスト増の影響で、同年11月のシティ商事の取締役会で2007年（平成19年）1月で直営のスーパーの売場を閉鎖することを決定し、その予定通りに直営店の営業を終了した。
その後も専門店などはシティ青山として営業を続け、直営店に変わる新たな核店舗として、2007年（平成19年）2月にジョイスが食品売場テナントとして、2階の約3,300m2へ出店したが、経営していたシティ商事は2007年（平成19年）3月期決算で約36億円の債務超過になり、2007年（平成19年）12月に大阪市の不動産会社グランディムへ当店の土地と建物を売却し、同社に経営権が移行した。
主力事業の売却を終えたシティ商事は、2008年（平成20年）2月に開催した株主総会で解散を決議し、同年4月4日に約90億円の負債を抱えて盛岡地方裁判所より特別清算開始決定を受けて清算された。
また、新たな核店舗として出店したジョイスも賃料負担が重く収益が上がらないことを理由に、2008年（平成20年）10月13日に閉店し、核店舗が失われることになると共にドラッグストアのサンドラッグもほぼ同時に閉店して撤退することになり、集客力が更に低下することとなった。
そのため、新たな核店舗の招致が進められ、2009年（平成21年）4月にスーパーマーケットマルイチが、1階の約3,300m2へ出店する契約を結び、2010年（平成22年）春の開業を目指して準備を始めていた。
ところが、経営母体のグランディムの業績が低迷し、税の滞納をしていた為に当店の土地と建物が岩手県や盛岡市、そして同社の本社のある大阪市などによって差し押さえられる事態となり、2009年（平成21年）6月11日にグランディムは「不況の中、営業を継続してきたが、これ以上の継続が困難になり閉鎖を決断した」として、同月20日に閉店し、運営から撤退することと、退去勧告を入居する各テナントへ一方的に行い、説明会などによる具体的な説明を行わなかった。
そのため、契約期間が残っているのにわずか数日で退去を求めることに反発して、営業継続を訴えるテナントと、閉店を待たずに退去するテナントと、入居するテナントの対応も別れた。出店を計画していたスーパーマーケットマルイチも説明がないとして困惑し、読売新聞の取材に対して「施設が今後どうなるのか、グラン社に説明を求めたい」と話すなど、混乱が生じたが、テナント各社はやむなく退去し、2009年（平成21年）6月20日に閉店した。
閉店後、店舗跡はスーパーを経営する地元企業のベルプラスが取得して新店舗を建設することになり、建物をグランディムが解体して、2010年（平成22年）に譲渡された。
ベルプラスは当店跡の約10,000m2の他に、隣接する土地を周辺地権者から借り入れ、敷地を約22,400m2に広げ、同社のディスカウント型食品スーパー、ビッグハウスを核店舗として、100円ショップセリアやドラッグストアのツルハのほか、スポーツクラブや飲食店などが入る7棟の建物からなるオープンエア型のショッピングセンターを、2012年（平成24年）11月に開業した。

## 沿革
- 1972年（昭和47年） - 国際興業の出資でシティ商事を設立[2]。
- 1976年（昭和51年） - 盛岡市青山地区に地上2階建ての大型店舗（ダイエーのフランチャイズ）として開店[3]。同地区の発展に寄与する。
- 1994年（平成6年） - 地上5階建てに大規模増床。オレンジワンスポーツクラブ（現コナミスポーツ）がテナントとして入る。
- 2003年（平成15年） - ダイエーとのフランチャイズ契約を商品供給のみの契約に変更する。
- 2005年（平成17年） - ダイエーの経営悪化により、仙台店をのぞく東北地区撤退が決定。ダイエー直営の盛岡店撤退に伴い、シティ青山も2006年2月末で商品供給契約を打ち切る方針が決定。
- 2006年（平成18年）
  - 2月 - ダイエーからの商品供給が停止[3][2]。
  - 7月 - シティ商事独自運営の大型店舗として新装開店[3]。
- 2007年（平成19年）
  - 1月末 - シティ商事の直営売場が閉鎖[3]。
  - 2月[9]16日 - ジョイスが食品売場テナントとして新規出店[9]。
  - 12月 - 大阪府の不動産会社グランディムに土地・建物を売却[4]。
- 2008年（平成20年）
  - 2月15日 - シティ商事株主総会開催、会社清算を決議。
  - 4月4日 - 盛岡地方裁判所より特別清算開始決定を受ける[2]。負債総額は約90億円[2]。
  - 10月13日 - ジョイスが閉店（サンドラッグもほぼ同時に撤退）[9]。
- 2009年（平成21年）
  - 6月11日 - グランディムが同月20日での閉店を一方的に通告[8]。
  - 6月20日 - 閉店[8]。
- 2010年（平成22年） - 店舗跡を解体して[6]、ベルプラスへ売却[10]。
- 2012年（平成24年）11月 - ベルプラスがビッグハウスを核店舗とするショッピングセンターを開業[10]。

## 主なテナント
- ダイエー（店番号は8503。2006年（平成18年）2月をもって撤退[2]）
- ジョイス（2007年（平成19年）2月出店[9]・2008年（平成20年）10月撤退[5]）
- コナミスポーツ
- アシーネ
- オレンジフードコート
- ザ・ダイソー[4]
- サンドラッグ（2008年（平成20年）10月撤退[5]）
- みかわや[8]（2007年（平成19年）6月出店）

## 備考
- シティ商事と同じ国際興業グループであった岩手県交通のバス停が店舗前に設置され、グループ全体での郊外開発という側面もあった。
- 元来、盛岡市内にはGMSが少なかったことから、一時は年間で100億円以上の売り上げ実績もあったが、みたけ・青山地区に競合する店舗が続々進出したため、売り上げが減少傾向となり、近隣の前潟地区にイオン盛岡ショッピングセンター（現イオンモール盛岡）が進出したことでその傾向はさらに強まり、最終的には運営会社の清算という事態になった。